# Stanskogel
Stanskogel är ett berg i Österrike.   Det ligger i distriktet Landeck och förbundslandet Tyrolen, i den västra delen av landet, 500 km väster om huvudstaden Wien. Toppen på Stanskogel är 2 757 meter över havet, eller 507 meter över den omgivande terrängen. Bredden vid basen är 3,2 km.
Terrängen runt Stanskogel är huvudsakligen bergig, men västerut är den kuperad. Närmaste större samhälle är Sankt Anton am Arlberg, 5,1 km sydväst om Stanskogel. 
Trakten runt Stanskogel består i huvudsak av gräsmarker. Runt Stanskogel är det ganska glesbefolkat, med 27 invånare per kvadratkilometer.